# Cleveland City Stars
Die Cleveland City Stars waren ein US-amerikanischer Fußballverein aus Cleveland (Ohio). Der Verein wurde 2007 gegründet und spielte von der Saison 2007 bis zur Saison 2008 in der USL Second Division, der dritthöchsten Liga im nordamerikanischen Fußball. In der Saison 2009 war er in der USL First Division aktiv, der zweithöchsten Liga. 2009 wurde der Verein aufgelöst.
Seine Spiele trug der Verein auf dem Krenzler Field aus, das sich auf dem Gelände der Cleveland State University befindet. Besitzerin war die Cleveland Soccer Foundation.

## Weblink
- Cleveland City Stars - Changing the World. Cleveland City Stars, abgerufen am 3. April 2010 (Homepage der Cleveland City Stars).

## Einzelnachweis
1. ↑  Bill Lubinger: Idea gets kicked around, but there will be no Cleveland pro outdoor team. The Plain Dealer, abgerufen am 3. April 2010.